# 1989년 K리그
K리그 1989는 K리그의 7번째 시즌이다. 이 시즌부터 일화 천마가 참가함에 따라 6팀으로 진행되었으며 프로팀들로만 리그를 치른 세 번째 시즌이자 광역연고지제도가 시행된 첫 번째 시즌이다.

## 시즌 개요

### 참가 구단
| # | 팀명            | 연고지               | 리그 참여년도 | 전년도 순위 |
| - | --------------- | -------------------- | ------------- | ----------- |
| 1 | 포항제철 아톰즈 | 경상북도, 대구직할시 | 1983년        | 우승        |
| 2 | 현대 호랑이     | 강원도               | 1984년        | 준우승      |
| 3 | 유공 코끼리     | 인천직할시, 경기도   | 1983년        | 3위         |
| 4 | 럭키금성 황소   | 충청북도, 충청남도   | 1984년        | 4위         |
| 5 | 대우 로얄즈     | 부산직할시, 경상남도 | 1983년        | 5위         |
| 6 | 일화 천마       | 서울특별시           | 1989년        | 신생팀      |

## 시즌 순위

### 정규시즌 순위
| 순위 | 팀              | 경기수 | 승 | 무 | 패 | 득 | 실 | 차  | 승점 |
| ---- | --------------- | ------ | -- | -- | -- | -- | -- | --- | ---- |
| 1    | 유공 코끼리     | 40     | 17 | 15 | 8  | 51 | 40 | 11  | 49   |
| 2    | 럭키금성 황소   | 40     | 15 | 17 | 8  | 53 | 40 | 13  | 47   |
| 3    | 대우 로얄즈     | 40     | 14 | 14 | 12 | 44 | 44 | 0   | 42   |
| 4    | 포항제철 아톰즈 | 40     | 13 | 14 | 13 | 49 | 50 | -1  | 40   |
| 5    | 일화 천마       | 40     | 6  | 21 | 13 | 44 | 52 | -8  | 33   |
| 6    | 현대 호랑이     | 40     | 7  | 15 | 18 | 34 | 49 | -15 | 29   |

## 시즌 통계
| 순위 | 이름   | 클럽            | 득점 | 경기 |
| ---- | ------ | --------------- | ---- | ---- |
| 1    | 조긍연 | 포항제철 아톰즈 | 20   | 39   |
| 2    | 윤상철 | 럭키금성 황소   | 17   | 38   |
| 3    | 노수진 | 유공 코끼리     | 16   | 30   |
| 4    | 백종철 | 일화 천마       | 10   | 22   |
| 5    | 김종건 | 현대 호랑이     | 8    | 18   |
| 6    | 이태호 | 대우 로얄즈     | 8    | 25   |
| 7    | 변병주 | 대우 로얄즈     | 7    | 19   |
| 8    | 최문식 | 포항제철 아톰즈 | 6    | 17   |
| 9    | 안성일 | 대우 로얄즈     | 6    | 21   |
| 10   | 김용세 | 일화 천마       | 6    | 21   |

| 순위 | 이름   | 클럽            | 도움 | 경기 |
| ---- | ------ | --------------- | ---- | ---- |
| 1    | 이흥실 | 포항제철 아톰즈 | 11   | 39   |
| 2    | 고정운 | 일화 천마       | 8    | 31   |
| 3    | 강득수 | 럭키금성 황소   | 7    | 20   |
| 4    | 노수진 | 유공 코끼리     | 7    | 30   |
| 5    | 조윤환 | 유공 코끼리     | 6    | 30   |
| 6    | 이광종 | 유공 코끼리     | 6    | 37   |
| 7    | 윤상철 | 럭키금성 황소   | 6    | 38   |
| 8    | 강재순 | 현대 호랑이     | 6    | 40   |
| 9    | 김판근 | 대우 로얄즈     | 5    | 30   |
| 10   | 문영래 | 유공 코끼리     | 5    | 33   |

## 수상

#### 최우수선수상
노수진 (유공 코끼리)

#### 득점상
조긍연 (포항제철 아톰즈)

#### 도움상
이흥실 (포항제철 아톰즈)

#### 신인선수상
고정운 (일화 천마)

#### 우수골키퍼상
차상광 (럭키금성 황소)

#### 베스트 일레븐
골키퍼: 차상광 (럭키금성 황소)
수비수: 임종헌 (일화 천마), 조윤환 (유공 코끼리), 최윤겸 (유공 코끼리), 이영익 (럭키금성 황소)
미드필더: 이흥실 (포항제철 아톰즈), 조덕제 (대우 로얄즈), 강재순 (현대 호랑이)
공격수: 윤상철 (럭키금성 황소), 조긍연 (포항제철 아톰즈), 노수진 (유공 코끼리)

#### 감독상
김정남 (유공 코끼리)

#### 감투상
조긍연 (포항제철 아톰즈)

#### 모범상
강재순 (현대 호랑이)